# Sploty żylne kręgowe zewnętrzne
Sploty żylne kręgowe zewnętrzne (łac. plexus venosi vertebrales externi) – w anatomii człowieka sploty żylne położone na zewnętrznej powierzchni kręgosłupa. Wyróżnia się sploty przednie i tylne.
Sploty żylne kręgowe zewnętrzne przednie oplatają przednią powierzchnię trzonów kręgów, na szyi zachodząc na mięsień długi głowy i mięsień długi szyi. Naczynia splotów tworzą sieć o dużych oczkach, zbierającą krew z samych trzonów i ich otoczenia. Sploty żylne kręgowe zewnętrzne tylne oplatają tylną powierzchnię łuków kręgów, ich wyrostków i więzadeł, zachodząc też pomiędzy krótkie mięśnie grzbietu. Zarówno sploty przednie, jak i tylne najsilniej rozwinięte są w części szyjnej kręgosłupa. Nie ma w nich zastawek. 
Przednie i tylne sploty żylne kręgowe zewnętrzne wytwarzają między sobą połączenia. Łączą się także ze splotami żylnymi kręgowymi wewnętrznymi, żyłą kręgową, żyłą potyliczną, żyłą szyjną głęboką, a także z żyłami segmentalnymi (międzyżebrowymi, lędźwiowymi, krzyżowymi bocznymi).